# Nichts für Alle
Nichts für Alle ist ein Jazzalbum des Simon Rummel Ensemble. Die im Februar 2013 sowie live im Februar 2014 und Oktober 2014 entstandenen Aufnahmen erschienen am 7. April 2016 auf Umlaut Records.

## Hintergrund
Der deutsche Keyboarder Simon Rummel, der im Theater als Komponist von Musik und in anderen Funktionen tätig war, war Kirchenorganist und lässt seine Stücke vom James Choice Orchestra spielen. Er berief in Köln das elfköpfige Ensemble, das auf Nichts für Alle zu hören ist, eigens für die Interpretation seiner Kompositionen ein.

## Titelliste
- Simon Rummel Ensemble: Nichts für Alle (Umlaut Records)[2]

1. Mir nichts Dir nichts 4:32
2. Hommage a Enzo Grillo (Taugenichts) 1:58
3. Das erklärt nichts-´ 4:11
4. Schon wieder nichts 4:36
5. Eigentor (Macht nichts) 2:36
6. Schnarre 5:29
7. Walzermaschi (Hommage a Joseph Haydn) 2:47
8. Anna (Ernesto Nazareth) 3:30
9. Odeon 4:12
10. Versteckte Mystik 6:45
11. Schwesterlein (Anton Wilhelm von Zuccalmaglio) 3:33
12. Sehnsuchtslied der betrunkenen Seefahrer (Ach Nichts) 7:16

Soweit nicht anders vermerkt stammen die Kompositionen von Simon Rummel.
- Die Aufnahmen fanden statt im Loft (Köln) am 22. Februar 2013 (Titel 2, 4, 9, 11), live im „temporären Kunstturm“ Köln am 21. Februar 2014 (Track 5) und live in der Tersteegenkirche Köln am 14. Oktober 2014 (Titel 1, 2, 6, 7, 8, 10, 12)

## Rezeption
Simon Rummel scheint – wie auch Max Nagl – von den burlesken Themen und herzhaften Rhythmen beeinflusst worden zu sein, die in Rock-Improvisationsbands wie der von Frank Zappa mit makelloser Musikalität verbunden waren, schrieb Ken Waxman in JazzWord in einer Doppelbesprechung. Während Zappa dazu geneigt habe, in schmeichelnde Geschmacklosigkeit zu verfallen, würde Rummel ausgelassene Unterhaltung vermitteln. Ähnlich wie europäische Musiker, die amerikanische Konzepte übernehmen, um sie an lokale Bedingungen anzupassen, leugne Rummel auch nicht Folk-Bezüge und lasse musikalische Strömungen aus dem deutschsprachigen Raum in seine Arbeit einfließen. So wie die New Yorker stoisch werden, seien die Chancen für Deutsche oder Österreicher, in die ersten Ränge der weltweiten Comedy-Szene aufzusteigen, gering, aber diese lebendigen CDs (Nicts für Alle und Live at Porgy & Bess Vol. 2) beweisen, dass beim Improvisieren trotz preußischer oder habsburgischer Geschichte intelligenter Musikspaß zur Schau gestellt werden kann.